# Goliath (TV-serie)
Goliath är en amerikansk dramaserie vars första säsong hade premiär den 14 oktober 2016. Första säsongen består av 8 avsnitt. Seriens fjärde och avslutande säsong också den bestående av åtta avsnitt hade premiär den 24 september 2021. Serien är skapad av David E. Kelley och Jonathan Shapiro.

## Handling
Seriens huvudperson är en vanärad advokat som får ett fall som kan ge honom upprättelse.

## Rollista (i urval)
- Billy Bob Thornton - Billy McBride
- Nina Arianda - Patty Solis-Papagian
- Tania Raymonde - Brittany Gold
- Diana Hopper - Denise McBride
- William Hurt - Donald Cooperman
- Maria Bello - Michelle McBride
- Olivia Thirlby - Lucy Kittridge
- Molly Parker - Callie Senate
- Sarah Wynter - Gina Larson
- Britain Dalton - Jason Larson
- Ana de la Reguera - Marisol Silva
- Mark Duplass - Tom Wyatt
- Dennis Quaid - Wade Blackwood
- Amy Brenneman - Diana Blackwood
- Beau Bridges - Roy Wheeler
- Julia Jones as Stephanie
- J. K. Simmons - George Zax
- Jena Malone - Samantha Margolis
- Bruce Dern - Frank Zax